# Regione ecclesiastica Calabria
La Regione ecclesiastica Calabria è un ente ecclesiastico dotato di personalità giuridica eretto dalla Santa Sede ed è una delle sedici regioni ecclesiastiche in cui è suddiviso il territorio della Chiesa cattolica in Italia.
Il suo territorio corrisponde al territorio della regione amministrativa Calabria dello Stato italiano.

## Storia
Il cristianesimo giunse in Calabria con l'arrivo nell'anno 61 dell'Apostolo Paolo a Reggio, dove compì il leggendario Miracolo della Colonna. Alla fine del IX secolo, quando i monaci bizantini di San Basilio Magno giunsero dall'oriente per sfuggire alle persecuzioni arabe, si insediarono in queste aspre terre costruendovi numerosi e ricchi monasteri e trasformandole così in una nuova Tebaide.
L'alta cultura e l'ispirata tradizione religiosa di questi uomini lasciarono tracce assai profonde in tutta la regione, che vide il sorgere di monumenti di rara bellezza, oggi conservati solo in parte soprattutto a causa dei terremoti.
La diffusione delle laure diede diversi frutti di santità in monaci come san Fantino, sant'Elia di Reggio, san Gregorio di Cassano, Nilo da Rossano, e contribuì al rinnovamento della cultura, come testimoniò ancora, alcuni secoli dopo, il dotto monaco Barlaam Bernardo, vescovo di Gerace, che operò per l'unità delle Chiese d'Oriente e d'Occidente e sostenne lo studio della lingua e della letteratura greche in Italia.

## La regione ecclesiastica oggi

### Statistiche
Dati statistici secondo l'Annuario pontificio 2024:
- Superficie in km²: 15.544
- Abitanti: 2.050.655
- Parrocchie: 996
- Numero dei sacerdoti secolari: 1.088
- Numero dei sacerdoti regolari: 267
- Numero dei diaconi permanenti: 219

### Suddivisione
Questa regione ecclesiastica è composta da 11 diocesi ed un'eparchia, così ripartite
(tra parentesi il numero totale di fedeli nella provincia ecclesiastica con le sue diocesi suffraganee):
- Arcidiocesi di Catanzaro-Squillace (585.000), metropolitana, che ha come suffraganee:
  - Arcidiocesi di Crotone-Santa Severina
  - Diocesi di Lamezia Terme
- Arcidiocesi di Cosenza-Bisignano (719.000), metropolitana, che ha come suffraganee:
  - Diocesi di Cassano all'Jonio
  - Arcidiocesi di Rossano-Cariati
  - Diocesi di San Marco Argentano-Scalea
- Arcidiocesi di Reggio Calabria-Bova (735.000), metropolitana, che ha come suffraganee:
  - Diocesi di Locri-Gerace (e Santa Maria di Polsi)
  - Diocesi di Oppido Mamertina-Palmi
  - Diocesi di Mileto-Nicotera-Tropea
- Eparchia di Lungro degli Italo-Albanesi, immediatamente soggetta alla Santa Sede

## Conferenza episcopale calabra
- Presidente: Fortunato Morrone, arcivescovo metropolita di Reggio Calabria-Bova
- Vicepresidente: Claudio Maniago, arcivescovo metropolita di Catanzaro-Squillace
- Segretario: Attilio Nostro, vescovo di Mileto-Nicotera-Tropea

### Vescovi delegati
- Cooperazione missionaria tra le Chiese: Maurizio Aloise
- Liturgia; catechesi: Claudio Maniago
- Laicato; problemi sociali e il lavoro: Francesco Milito
- Clero e vita consacrata: Fortunato Morrone
- Pastorale giovanile: Alberto  Torriani
- Problemi giuridici, tutela dei minori: Francesco Oliva
- Ecumenismo e dialogo interreligioso: Donato Oliverio
- Famiglia e vita: Attilio Nostro
- Cultura; comunicazioni sociali; beni culturali: Serafino Parisi
- Sovvenire; educazione, scuola e università: Stefano Rega
- Salute; migrazioni; carità: Giovanni Checchinato

### Cronotassi dei presidenti
- Arcivescovo Antonio Cantisani (1995 - 2002)
- Arcivescovo Vittorio Luigi Mondello (2003 - 2013)
- Arcivescovo Salvatore Nunnari (7 ottobre 2013 - 15 maggio 2015)
- Arcivescovo Vincenzo Bertolone, S.d.P. (3 settembre 2015 - 15 settembre 2021)
- Arcivescovo Fortunato Morrone, dal 4 ottobre 2021

## Diocesi calabresi soppresse
- Diocesi di Amantea
- Diocesi di Belcastro
- Diocesi di Blanda
- Diocesi di Cerenzia
- Diocesi di Cirella
- Diocesi di Isola
- Diocesi di Malvito
- Diocesi di Martirano
- Diocesi di San Leone
- Diocesi di Strongoli
- Diocesi di Tauriana
- Diocesi di Tempsa
- Diocesi di Thurio
- Diocesi di Umbriatico
- Diocesi di Vibona